# Japans konservativa parti
Japans konservativa parti ( japanska: 日本保守党 Nihon Hoshutō ) är ett konservativt     politiskt parti i Japan som grundades 2023 av romanförfattaren Naoki Hyakuta och journalisten Kaori Arimoto.

## Historia
Den 12 juni 2023 meddelade romanförfattaren Naoki Hyakuta att han skulle kandidera till Japans representanthus och bilda ett nytt parti om förslaget till en ny lag om förståelse för HBTQ-personer antogs av Japans parlament. Lagförslaget debatterade då fortfarande. Fyra dagar senare, den 16 juni, antogs lagförslaget av parlamentet  och den nya lagen trädde i kraft. Till följd av detta tillkännagav Hyakuta bildandet av partiet tillsammans med journalisten och högerpolitiska kommentatorn Kaori Arimoto.  
Partiet grundades den 1 september 2023 och fick det provisoriska namnet "Hyakuta Nya Partiet" (百田新党). Man klargjorde samtidigt att partiets officiella verksamhet var planerad att starta i oktober 2023. 
Den 2 september 2023 meddelade partiledaren Hyakuta att partiets officiella namn skulle avslöjas om partiets officiella X-konto (dåvarande Twitter) nådde 200 000 följare.  Den 13 september 2023 nådde X-kontot 200 000 följare, och partiets officiella namn "Japans konservativa parti" avslöjades. 
Den 14 september 2023 fick det konservativa partiet sitt allra första mandat i en lokal församling efter att Kosaka Eiji, en (tidigare) oberoende ledamot av Arakawas stadsfullmäktige, anslöt sig till partiet. 

## Policyer
Hittills är det konservativa partiets partiplattform och konkreta politik oklar, eftersom partiets verksamhet ännu inte har påbörjats.